# Związek Piłsudczyków
Związek Piłsudczyków – wielopokoleniowa, ogólnopolska organizacja niepodległościowa, zarejestrowana 28 czerwca 1989 jako kontynuacja działającego w latach 80. Duszpasterstwa Rodzin Legionistów i POW-iaków. Jako główny cel stawia sobie kultywowanie tradycji piłsudczykowskiej i niepodległościowej oraz wychowanie patriotyczne i proobronne młodzieży.
Siedzibą władz naczelnych związku jest Warszawa. Najsilniejsze struktury terenowe związku działają na Mazowszu, Podkarpaciu, Lubelszczyźnie, Kielecczyźnie i w Małopolsce.

## Działalność
Związek Piłsudczyków ściśle współpracuje z MON, MEN, Urzędem do spraw Kombatantów i osób Represjonowanych, a także z innymi podobnymi organizacjami pozarządowymi, m.in. ze Związkiem Strzeleckim oraz ze szkołami noszącymi imię Józefa Piłsudskiego.
Związek jest organizatorem konkursów literackich, plastycznych i recytatorskich poświęconych Piłsudskiemu i Legionom Polskim, obozów szkoleniowych oraz rajdów i marszów na szlakach historycznych (m.in. corocznego Marszu Szlakiem I Kompanii Kadrowej na trasie Kraków – Kielce oraz Marszu Szlakiem płk Leopolda Lisa-Kuli na trasie Kosina – Rzeszów). Organizuje także wystawy, konferencje naukowe oraz wydaje publikacje poświęcone najnowszej historii Polski.

## Władze
Honorowym prezesem związku był dr Zbigniew Motyczyński. Prezesem Zarządu Głównego – Jan Józef Kasprzyk. Sekretarzem Zarządu Głównego – st. kpr. rez. Michał Białach.
W Radzie Programowej związku zasiadają m.in. prof. Zbigniew Wójcik, o. Eustachy Rakoczy, Anna Krakowiak, Bogusław Nizieński, Mirosław Spiechowicz, Bohdan Urbankowski, Tadeusz Krawczak i Edward Mizikowski. Do 10 kwietnia 2010 członkiem rady programowej był aktor Janusz Zakrzeński, który zginął w katastrofie polskiego samolotu Tu-154M w Smoleńsku.

## Dane teleadresowe
ul. 11 Listopada 17/19
03-446 Warszawa